# Plectrohyla lacertosa
Plectrohyla lacertosa är en groddjursart som beskrevs av Carlos Boyd Bumzahem och Smith 1954. Plectrohyla lacertosa ingår i släktet Plectrohyla och familjen lövgrodor. IUCN kategoriserar arten globalt som starkt hotad. Inga underarter finns listade i Catalogue of Life.